# Orchis moucheron
Gymnadenia conopsea
Espèce
Classification phylogénétique
Statut de conservation UICN

 LC  : Préoccupation mineure
Statut CITES
L’Orchis moucheron, Orchis moustique ou Gymnadénie moucheron (Gymnadenia conopsea) est une espèce de plantes à fleurs de la famille des Orchidaceae (les Orchidées). C'est une plante terrestre européenne et asiatique.

## Description

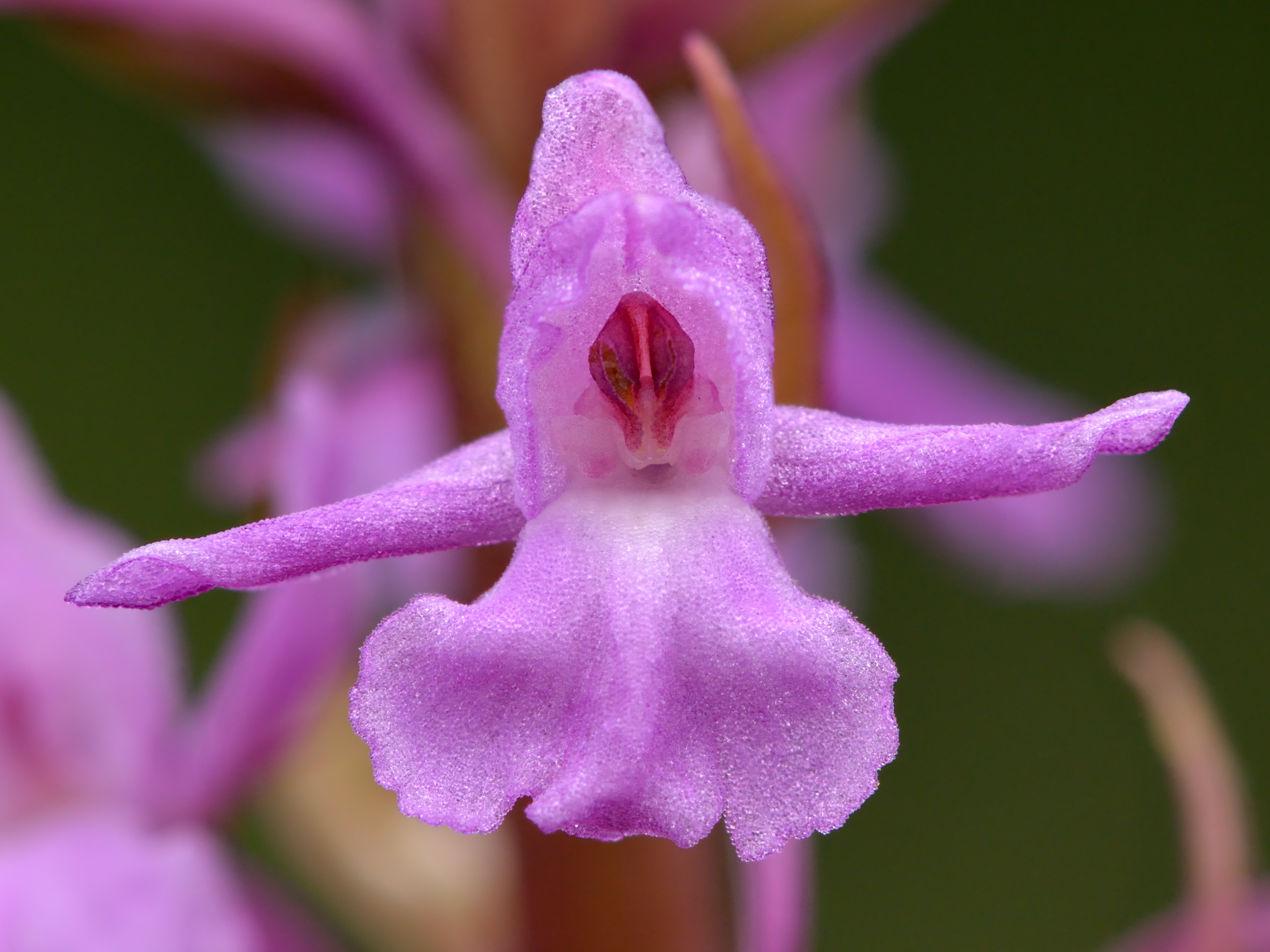
Fleur d'Orchis moucheron.

Plante élancée à feuilles dressées, à inflorescence dense cylindrique de 20 à 80 petites fleurs lilas ou violacées, parfois plus claires, parfumées au crépuscule, à long éperon nectarifère arqué vers le bas.

### Caractéristiques distinctives
Les fleurs sont prolongées par un long éperon horizontal au départ, puis recourbé.
Les trois lobes du labelle sont de même longueurce qui différencie cette orchidée de Gymnadenia odoratissima (dont l'aire de dispersion européenne est nettement plus réduite).

### Variétédensiflora
Des plantes plus élancées et à l'inflorescence plus dense, d'abord classées comme Gymnadenia conoposea var. densiflora sont désormais décrites par certains auteurs comme une espèce à part entière dénommée Gymnadenia densiflora (en français : Orchis moucheron à inflorescence dense).

## Floraison
Mai-août (début juin dans la Haute-Saône à 300 m d'altitude).

## Habitat
Plante de pleine lumière, sur substrat surtout calcaire, sec à détrempé, pelouses, prairies, suintements humides.

## Répartition
Très vaste : eurasiatique des régions boréales à tempérées, montagnarde au sud. Espèce fréquente, illustrations.

## Vulnérabilité
L'espèce est classée "LC" : Préoccupation mineure.

## Protection
En France, l'espèce est protégée en Corse et en Limousin.
- Liste des espèces végétales protégées en Corse
- Liste des espèces végétales protégées en Limousin

En Belgique, l'espèce est protégée légalement.

## Galerie

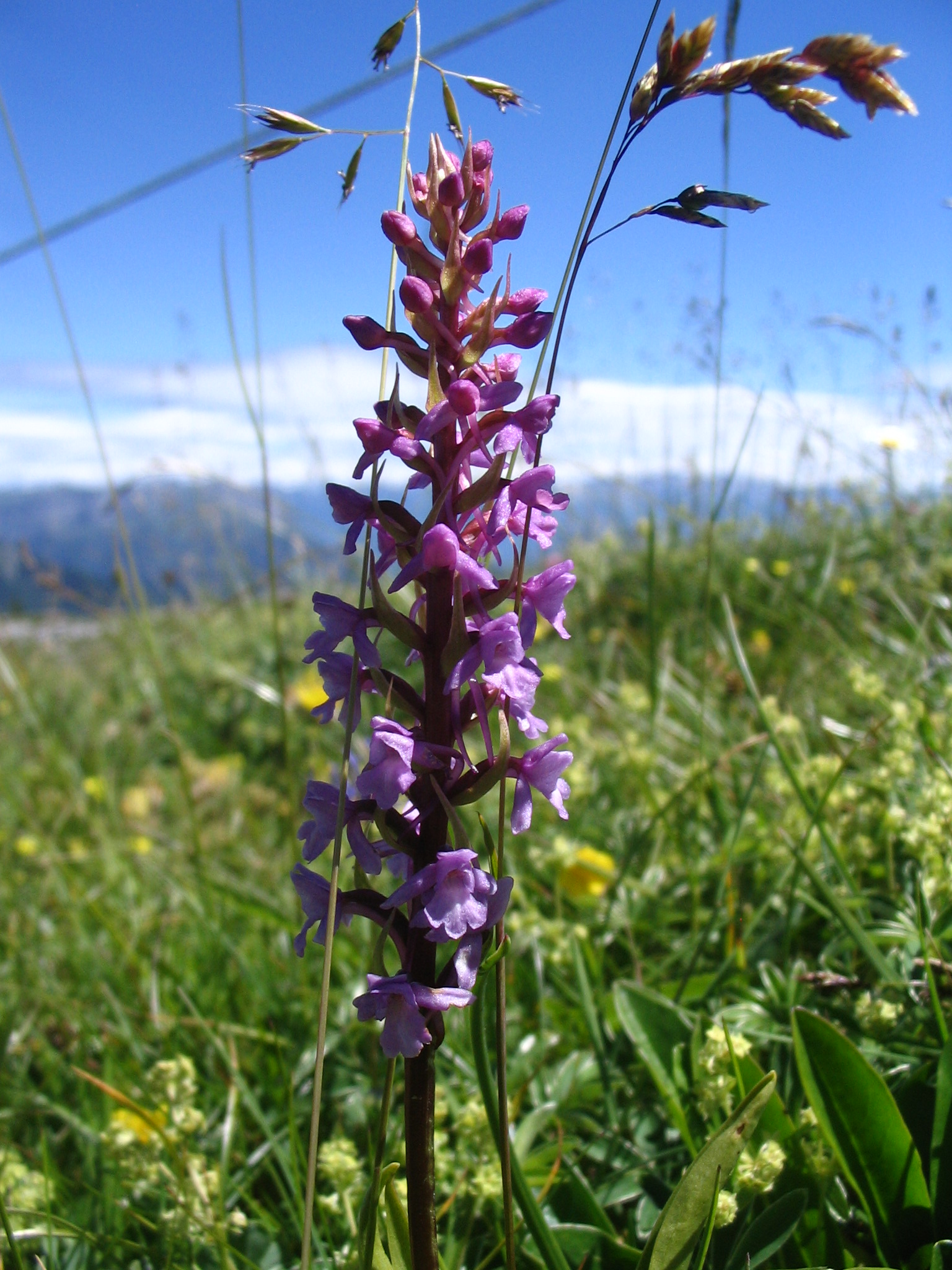
Orchis moucheron.
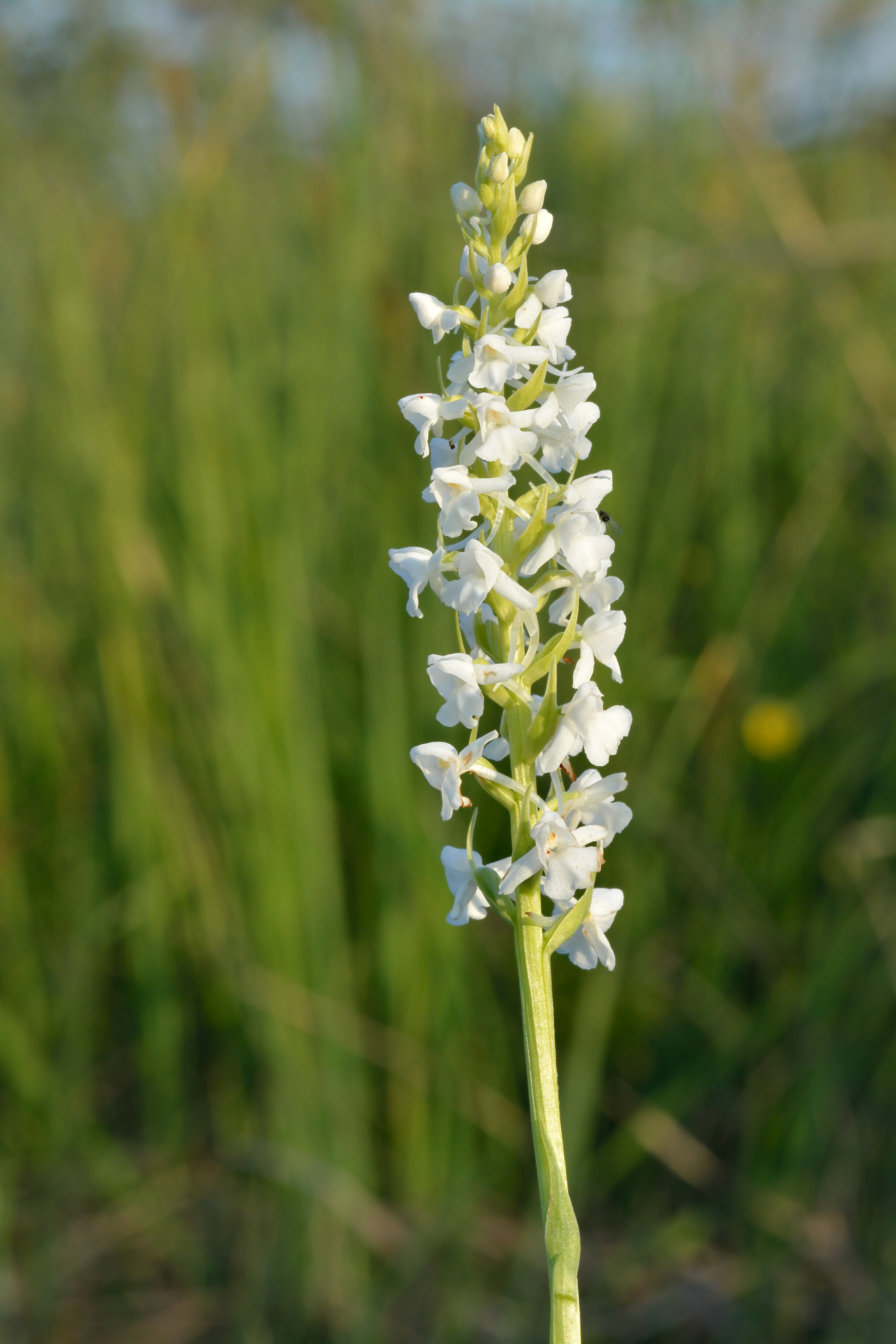
Orchis moucheron, variété blanche (rare).
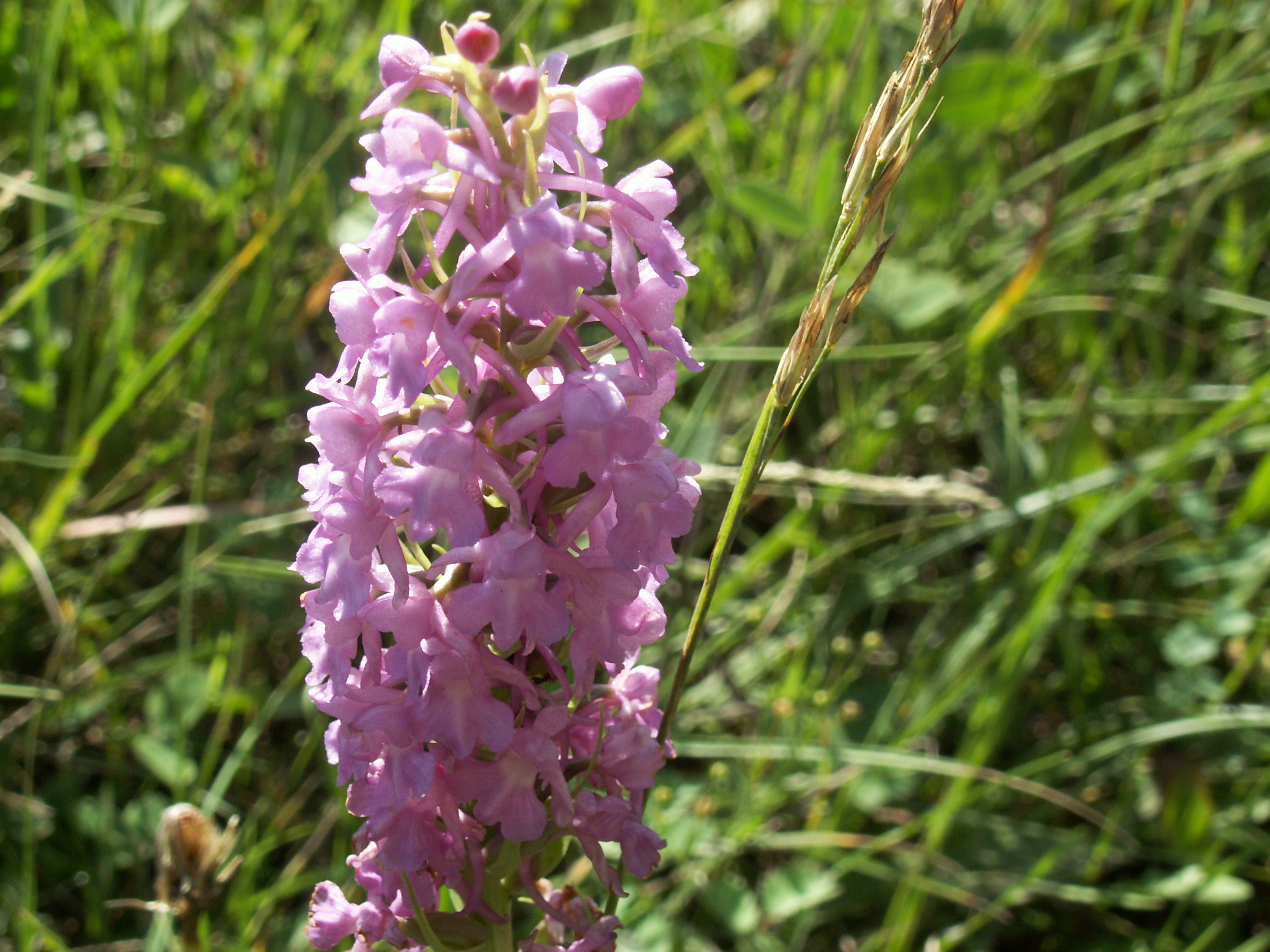
Orchis moucheron, variété avec épi dense densiflora (rare).
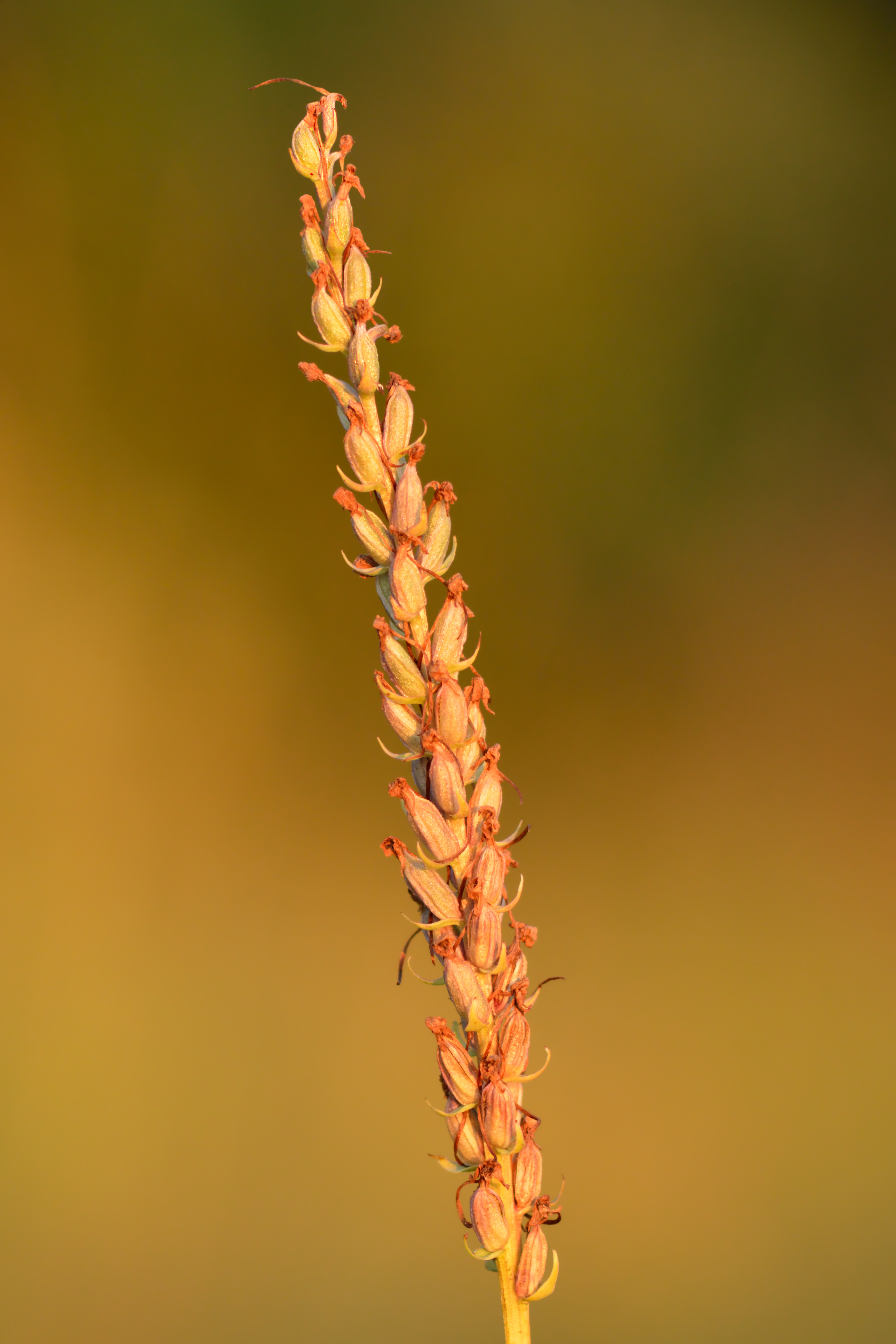
Infructescence.